# Jeff Nathanson
Jeffrey D. Nathanson (Los Angeles County, 12 oktober 1965) is een Amerikaans scenarioschrijver.
Nathanson bezocht de Universiteit van Californië - Santa Barbara en werkte voor de schoolkrant Daily Nexus. Later verklaarde hij dat de cursussen die hij volgde aan de universiteit in Santa Barbara hem ertoe hebben gebracht om scenarist te willen worden. Ook volgde hij een studie aan het conservatorium van het American Film Institute in Hollywood Hills.
Bekende werken van zijn hand, zijn de Rush Hour vervolgfilms Rush Hour 2 en Rush Hour 3, de films Catch Me If You Can, The Terminal en Indiana Jones and the Kingdom of the Crystal Skull van regisseur Steven Spielberg en het vijfde deel uit de Pirates of the Caribbean filmreeks.
In 2003 ontving Nathanson een BAFTA Award-nominatie voor beste bewerkte scenario voor de film Catch Me If You Can.

## Filmografie
- 1995: For Better or Worse
- 1997: Speed 2: Cruise Control (met Randall McCormick en Jan de Bont)
- 2001: Rush Hour 2
- 2002: Catch Me If You Can
- 2004: The Terminal (met Sacha Gervasi en Andrew Niccol)
- 2004: The Last Shot
- 2007: Rush Hour 3
- 2008: Indiana Jones and the Kingdom of the Crystal Skull (met David Koepp en George Lucas)
- 2008: New York, I Love You ("Segment 5" van Brett Ratner)
- 2011: Tower Heist (met Ted Griffin, Bill Collage en Adam Cooper)
- 2017: Pirates of the Caribbean: Dead Men Tell No Tales (ook bekend als: Pirates of the Caribbean: Salazar's Revenge, met Terry Rossio)
- 2019: The Lion King
- 2024: Mufasa: The Lion King